# Ligne de l'Aéroport de Sendai
La ligne de l'Aéroport de Sendai (仙台空港線, Sendai Kūkō-sen) est une ligne ferroviaire située à Natori, dans la préfecture de Miyagi au Japon. Elle appartient à la compagnie Sendai Airport Transit. La ligne relie la gare de Natori à celle de l'aéroport de Sendai.

## Histoire
La ligne est mise en service le 18 mars 2007 dans le but de desservir l'aéroport de Sendai.

## Caractéristiques

### Ligne
- Longueur : 7,1 km
- Écartement : 1 067 mm
- Nombre de voies : Voie unique

### Services et interconnexions
La ligne est interconnectée avec la ligne principale Tōhoku pour des services jusqu'à la gare de Sendai. Le temps de trajet depuis l'aéroport de Sendai est de 17 minutes pour les trains rapides et de 25 minutes pour les trains omnibus.

### Liste des gares
| Gare               | Nom japonais | Distance (km) | Correspondances                          | Ville  |
| ------------------ | ------------ | ------------- | ---------------------------------------- | ------ |
| Natori             | 名取         | 0             | JR East : Jōban, Tōhoku (interconnexion) | Natori |
| Morisekinoshita    | 杜せきのした | 1,8           |                                          | Natori |
| Mitazono           | 美田園       | 3,8           |                                          | Natori |
| Aéroport de Sendai | 仙台空港     | 7,1           |                                          | Natori |

### Matériel roulant

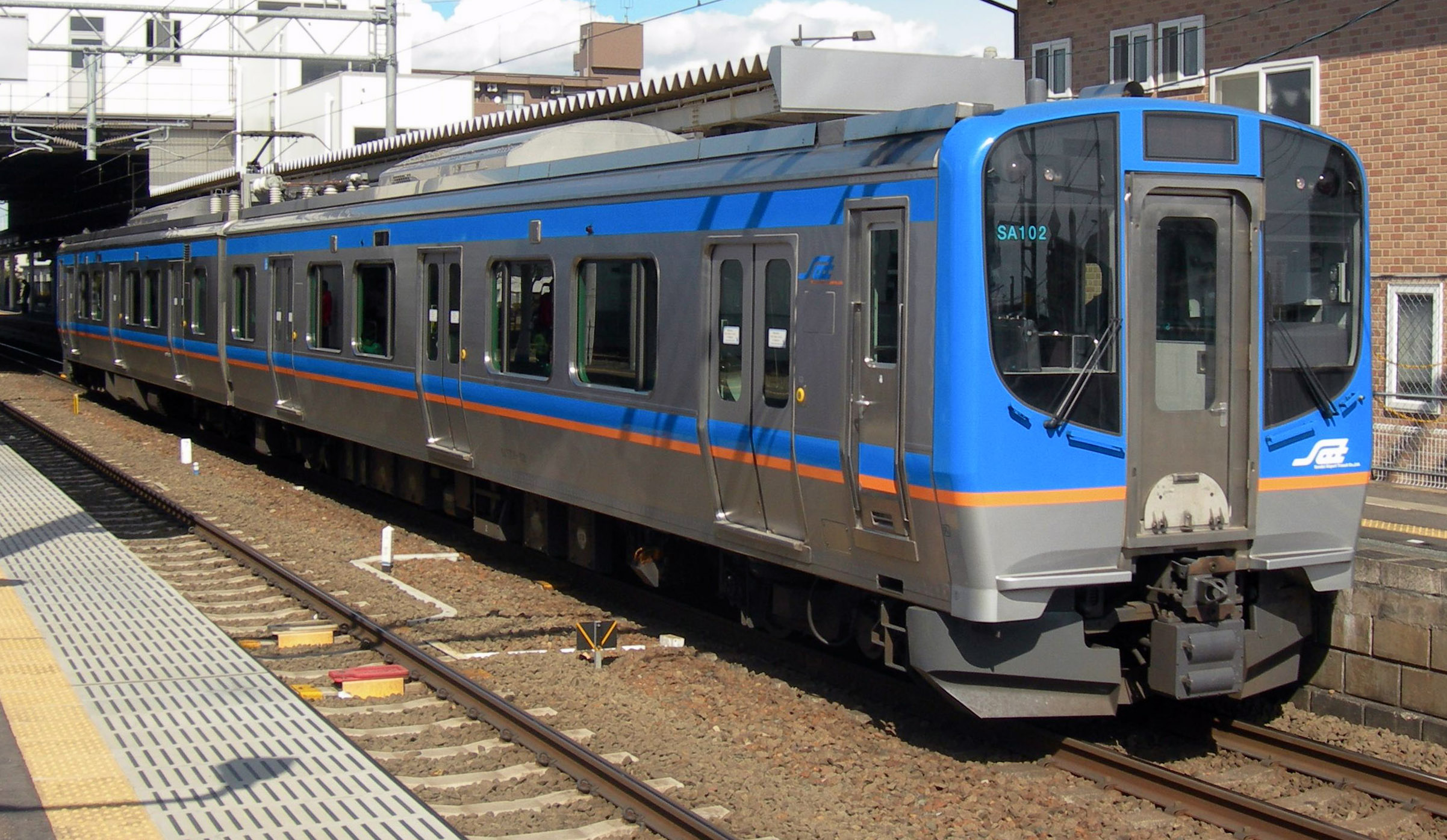
Série SAT721
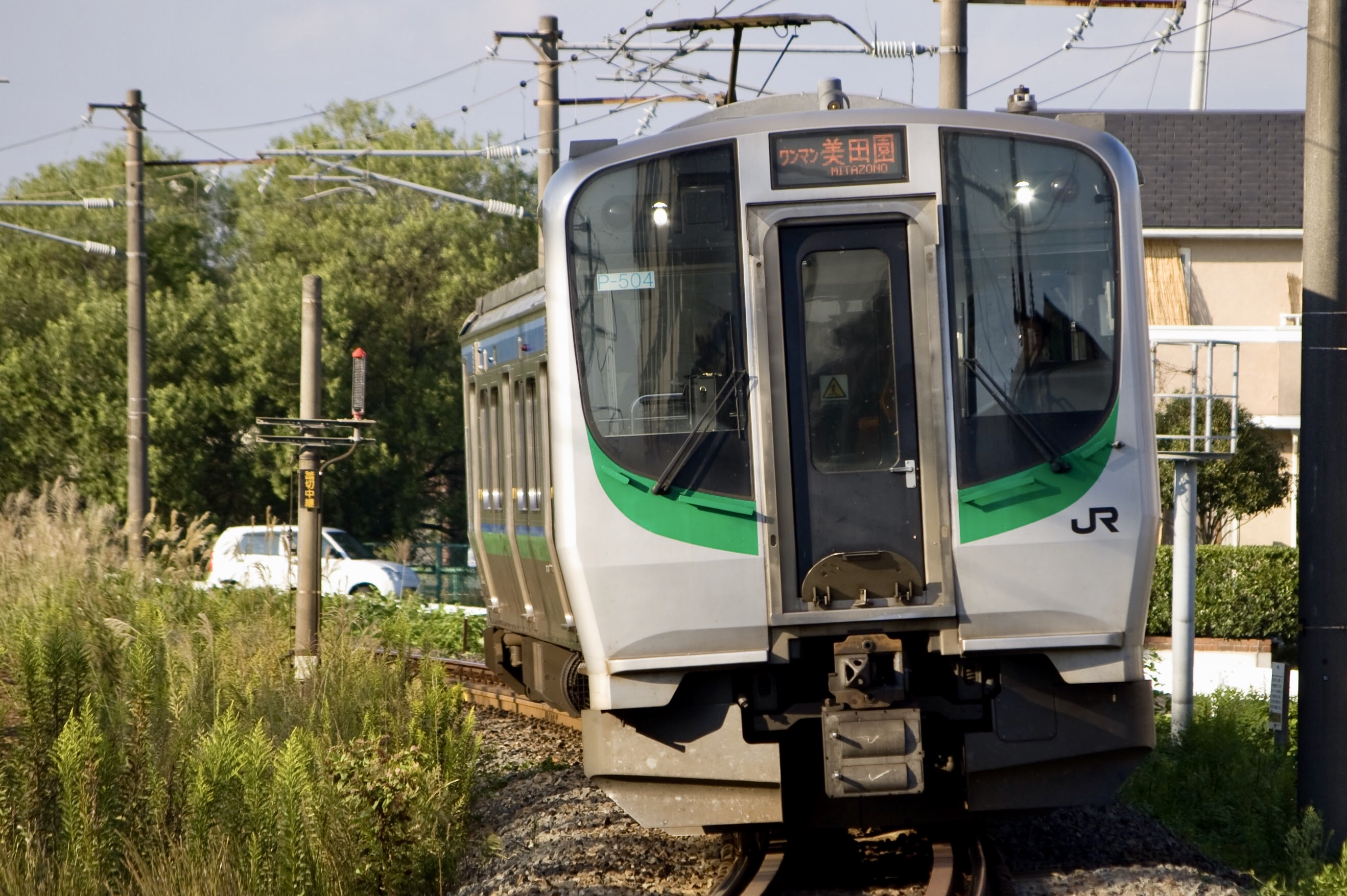
Série E721-500